# Саевский сельский совет (Липоводолинский район)
Саевский сельский совет (укр. Саївська сільська рада) — входит в состав
Липоводолинского района
Сумской области
Украины.
Административный центр сельского совета находится в 
с. Саи
.

## Населённые пункты совета
- с. Саи
- с. Антоненково
- с. Голуби
- с. Карпцы
- с. Марьяновка
- с. Нестеренки
- с. Рудоман
- с. Толстое